# Artio
En la mitologia celta, Artio era una deessa, que sembla haver estat especialment venerada pel poble cèltic dels helvecis, tot i que hi ha dades que indiquen que va ser igualment venerada en altres llocs de l'àmbit cultural celta, incloent la Hispània cèltica (per exemple, entre els beturis), o en Astúries i el País Basc.
Sembla haver estat la divinitat titular de la caça (el que explicaria que de vegades aparegui substituïda per Diana caçadora) i del bosc.
La seva representació física sembla haver-se fet per mitjà d'un os.
D'altra banda, al Pirineu aragonès trobem referències al mateix nom, en llocs com Artieda, en zones de població cèltica (suessetans) tot i que pot suscitar el dubte de si el topònim es va generar a causa de la deessa o de l'animal.

## Representació
Artio ens és coneguda a través d'algunes inscripcions, així com per una petita estàtua de bronze datada al segle ii, localitzades en unes excavacions arqueològiques que van tenir lloc en Muri bei Bern, al districte de Berna (d'aquí procedeix un altre nom amb què també és coneguda, Artio de Muri).
L'estàtua mesura 15,6 cm d'alçada i 19 cm d'ample. Representa a un os (possiblement una femella) a quatre potes, amb el cap alçat i la boca mig oberta, deixant veure les seves dents canines. Un petit arbre proveït de dues branques, una fulla i unes fruites està plantat al darrere de l'os, alhora que una dona asseguda en una cadira s'encara a l'animal. Aquesta imatge femenina, una representació de la deessa romana Abundància, és un afegit posterior.
L'escultura reposa sobre un llarg sòcol rectangular, igualment de bronze, que porta gravada la següent inscripció (CIL 13, 05160), que inclou el nom de qui va consagrar l'estàtua a la deessa: Deae Artioni / Licinia Sabinilla (A la deessa Artio / de Licinia Sabinilla).
S'han descobert altres inscripcions referents a Artio en Daun (CIL 13, 4203), Weilerbach (CIL 13, 4113), Heddernheim (CIL 13, 7375 [4, p 125]), Stockstadt (CIL 13, 11789), i Trèveris.

## Etimologia
Artio significa os en llengua gal·la, (del protocelta *arto-, del protoindoeuropeu *h₂ŕ̥tḱos), un animal emblemàtic de la reialesa entre els celtes. Podem trobar la mateixa arrel en altres llengües celtes: art en irlandès antic, arth en gal·lès, arz en bretó.
D'aquesta mateixa arrel podria procedir el nom del rei Artús.